# Jürgen Schütze
Jürgen Schütze (3 de março de 1951 — 6 de setembro de 2000) foi um ciclista alemão que competiu no ciclismo nos Jogos Olímpicos de Verão de 1972 em Munique, onde ganhou a medalha de bronze no ciclismo de pista.